# Hesperochernes mirabilis
Hesperochernes mirabilis es una especie de arácnido  del orden Pseudoscorpionida de la familia Chernetidae.

## Distribución geográfica
Se encuentra en Kentucky y Virginia (Estados Unidos).